# Amaranta Osorio Cepeda
Amaranta Osorio Cepeda (Querétaro, Mèxic 1978) és dramaturga, actriu i gestora cultural mexicano-colombiana i espanyola. La seva obra dramàtica ha estat representada en diversos països. Traduïda al francès, anglès i alemany, ha estat guardonada amb destacats premis. Alineada al costat d'altres dones del món de l'espectacle i la creació, defensa el paper de la dona i la seva manera de veure el món en el teatre.

## Biografia
Va néixer a Mèxic, en el si d'una família del món teatral. És filla de la pintora mexicana Cristina Cepeda i del director de teatre colombià Ramiro Osorio, qui va ser el primer ministre de Cultura del seu país. Va passar la seva infància entre Ciutat de Mèxic i Bogotà.
Es va formar com a actriu a Mèxic a la Casa del Teatre i després amb Augusto Boal, Tadashi Suzuki, Mar Navarro i Fernando Piernas. Als 21 anys es va mudar a Madrid per a estudiar la carrera de dramatúrgia en la Reial Escola Superior d'Art Dramàtic de Madrid (RESAD). Va realitzar el Màster en gestió cultural de la Universitat Complutense i el ICCMU (Institut Complutense de Ciències Musicals), i altres cursos de postgrau entre els quals destaquen un curs de lideratge en la Universitat Harvard. Ha estat deixebla d'Itziar Pascual, José Sanchís Sinisterra i Juan Mayorga.

## Autora teatral
Molt prolífica, la majoria de les seves obres han estat estrenades, i algunes premiades. Ha escrit obres en solitari i també en co-autoria amb Itziar Pascual i Julia Varley.  El seu solo Lo que no dije i l'obra Anònimas s'han presentat a Mèxic, Espanya, l'Índia, Xile, l'Equador, Colòmbia i França.
Amb Itziar Pascual ha escrit a quatre mans “La trilogía de Las Luciérnagas”, tres obres que donen veu a personatges i visions del món a partir de la dona: Mi niña, niña mía(Moje Holka) estrenada al Teatre Espanyol de Madrid el 2019, i dirigida per Natalia Menéndez, va rebre el VII Premi de Textos Teatrals Jesús Domínguez de la Diputació de Huelva el 2016. "Vietato dare da mangiare" estrenada al Teatre Espanyol de Madrid en 2018, dirigida per Víctor Sánchez i interpretada per Aitana Sánchez Gijón; Clic, quan tot canvia, estrenada en el Teatre Calderón de Valladolid i dirigida per Alberto Velasco, l'obra va obtenir l'II Premi de Literatura Dramàtica Calderón (2018).

## Obres estrenades destacables
- El Grito (2021)[9]
- Unicornios (2021)
- Clic. Cuando todo cambia (2018)
- Mi niña, niña mía (Moje Holka) (2019)
- La Jaula (2019)
- Rotunda (2019)
- Lo que no dije (2018)
- Las niñas juegan al fútbol (2018)
- Cera en los ojos (2017)
- Vietato dare da mangiare (2018)
- Anónimas (2014)[4][10]

## Premis i reconeixements
- 2019.-Beneficiària del Sistema Nacional de Creadors d'Art del FONCA. Mèxic.
- 2019.-Guanyadora de la convocatòria Històries del Te de la Companyia Nacional de Teatre de Mèxic per l'obra Rotunda.
- 2018.-Menció honorífica premio Dolores de Castro, per l'obra El que no vaig dir. Aguascalientes, Mèxic.[11]
- 2017.- Premi Calderón de Literatura Dramàtica, per l'obra Clic, quan tot canvia. Valladolid, Espanya.
- 2016.-Premi de Textos Teatrals Jesús Domínguez, per l'obra La meva nena, nena meva (Mulli Holka). Huelva, Espanya.
- 2015.-Finalista del Premi Fernando Lara de Novel·la de l'Editorial Planeta, amb la novel·la Salta. Sevilla, Espanya.[12]
- 2009.-Premis a el curtmetratge Inseparables: Premi Millor Curtmetratge. Censur de Curt (Espanya), Esment en el premi Internacional de Cinecortos de Mercedes, Buenos Aires (l'Argentina), Millor Retallo. Certamen de Curtmetratge Visualia 2011(Espanya)[13]
- 2003.-Premi Caja Madrid de Teatre Exprés, per l'obra Contestes? Madrid, Espanya.

## Trajectòria com a actriu
Va participar en tres pel·lícules (dirigides per Daniel Cebrián i Álvaro Fernández Armero), Deu sèries de televisió (com: “Yo soy Bea”, “El comissari”, “Segon Assalt” entre altres), 21 obres de teatre en diferents països (amb directors com Julia Varley, Jill Greenhalgh, Sanchis Sinisterra, entre altres) i 9 curtmetratges.

## Trajectòria com a Gestora Cultural i productora
En la seva faceta com a gestora cultural ha dirigit i coordinat festivals de teatre de projecció internacional a Colòmbia, Costa Rica, Mèxic i Espanya. La seva empresa, Jeito Produccions, activa entre 2008 i 2016, va rebre el Premi Joves Emprenedors de Bancaja el 2011.
Un dels seus objectius com a programadora i directora és fer visible el treball de les dones creadores com en el festival A solas. El 2011 es va integrar a The Magdalena Project, una xarxa internacional de dones artistes i creadores que busca donar visibilitat al paper de la dona en el teatre.
Ha dirigit els festivals 7 caminos teatrales a Mèxic (2010), El Festival de les Arts de San José de Costa Rica (2008-2010) i el Festival A Solas- Magdalena Project (2013) als Teatres del Canal de Madrid. I va programar el Festival Tantidhatri 2019 a Calcuta, l'Índia, dirigit per Parvathy Baul.